# SYT1-ассоциированное расстройство психического развития
SYT1-ассоциированное расстройство психического развития (синдром Бейкер-Гордон) - редкое генетическое расстройство нейроонтогенеза, вызываемое мутациями гена SYT1, кодирующего один из белков семейства синаптотагминов. 

## Симптомы
Согласно исследованию серии случаев, опубликованному в 2018 году, фенотип заболевания включает в себя мышечную гипотонию, развивающуюся в младенческом возрасте (инфантильный гипотонус); врожденные нарушения зрительной системы (косоглазие, нистагм); гиперкинезы с дебютом в детском возрасте; двигательные стереотипии; задержку развития различной степени тяжести (от умеренной до выраженной). Отмечаются такие отклонения в поведении, как нарушения сна и эпизодические приступы возбуждения. Важным с точки зрения диагностики отрицательным симптомом является отсутствие эпилептических приступов и нормальная окружность головы. На МРТ-снимках не отмечается отклонений. Анализ ЭЭГ-активности, напротив, демонстрирует отклонения у всех исследованных пациентов: у них отмечаются перемежающиеся эпизоды высокоамплитудных низкочастотных осцилляций.

## История
Заболевание было впервые описано в 2015 году молекулярным биологом Сарой Гордон и врачом Кейт Бейкер.

## Патогенез
Белок синаптотагмин-1, кодируемый геном SYT1, играет роль сенсора кальциевых ионов Ca2+ и участвует в процессах синаптического экзоцитоза и эндоцитоза. Мутации гена SYT1, отмечаемые у людей с синдромом Бейкер-Гордон, при внедрении в животные модели замедляют экзоцитоз в синапсах, снижая высвобождение нейромедиаторов в синаптическую щель и нарушая тем самым работу мозга. 